# ألكسندر كاب
ألكسندر كاب (بالألمانية: Alexander Kapp)‏ هو أستاذ جامعي ألماني، ولد في 28 فبراير 1955 في هايدلبرغ في ألمانيا.